# 張家宜
張家宜，美國舊金山州立大學經濟學碩士畢業，美國史丹福大學教育行政學碩士及博士畢業，曾獲得日本城西大學榮譽博士學位，2004年至2018年間擔任淡江大學校長，2018年接任淡江大學董事長。
張家宜是淡江大學第一屆校長張鳴的孫女，父親張建邦曾任交通部部長及淡江大學董事長及校長，2020年起擔任淡江教育與未來設計系榮譽教授。

## 相關事件
- 華隆案：1989年時翁大銘以每股120塊的低價，出售國華人壽500萬股股票給張家宜，後來翁大銘以無罪定讞[5]